# Albert I. von Bogen
Albert I. zu Pernegg, auch bekannt als Adalbert I. der Charakterlose († 27. Juli 1100) war ein Graf von Bogen und Windberg.
Er war der Sohn und Erbe des Markgrafen Ernst des Tapferen von Österreich (* um 1027; † 10. Juni 1075) und dessen Gattin Adelheid von Wettin († 1071).
1082 nahm Albert I. an der Schlacht bei Mailberg teil.
In späteren Zeiten wurde ihm unterstellt, er wäre ein übler Lüstling gewesen, so beispielsweise in der Österreichischen Chronik der 95 Herrschaften, einem Werk, das mehr als 300 Jahre nach seinem Tod entstanden ist. Unter anderem soll er nach Aussage dieser Chronik seine Schwägerin Ida geschändet haben.

## Ehe und Nachkommen
Albert I. war verheiratet mit Liutgard von Diessen, Erbin des Gebietes Windberg, Tochter des Domvogtes von Regensburg Friedrich II.
Kinder:
- Berthold I. Graf von Bogen  († 21. Juni 1141)
- Albert II., Graf von Bogen († 13. Januar 1146), 1. ⚭ N.N.; 2. ⚭ Hedwig von Heunburg (* um 1090 † 1. Dezember 1162) aus dem Hause Grafen von Heunburg.
- Liutgard von Bogen († 23. August 1156), ⚭ Bretislav II. Herzog von Böhmen (* um 1060 † 22. Dezember 1100)